# Wil de Krokodil
Wil de Krokodil (Engels: Lyle, Lyle, Crocodile) is een Amerikaanse live-action/computergeanimeerde muzikale fantasy-komedie uit 2022 geproduceerd door Columbia Pictures in samenwerking met Eagle Pictures en TSG Entertainment II, en gedistribueerd door Sony Pictures Releasing. 
Will Speck en Josh Gordon verzorgden de regie op basis van een scenario van William Davies. Het is een bewerking van het gelijknamige kinderverhaal en zijn voorganger The House on East 88th Street door Bernard Waber. De plot concentreert zich op een gezin dat naar New York verhuist, waar hun worstelende zoon bevriend raakt met een zingende krokodil en hem probeert te beschermen tegen de rest van de wereld. In de film speelt Shawn Mendes de stem van Wil de Krokodil, naast Javier Bardem, Constance Wu, Winslow Fegley, Scoot McNairy, Brett Gelman en Ego Nwodim.
Op 7 oktober 2022 kwam de film uit in de Verenigde Staten en ontving over het algemeen positieve recensies van critici met lof voor Bardems optreden, de beelden en Mendes 'zangoptreden als Lyle, maar waren kritisch over de verhaallijn. De film bracht wereldwijd $ 111 miljoen op tegen een budget van $ 50 miljoen.